# Ateloptila confusa
Ateloptila confusa är en fjärilsart som beskrevs av W. Warren 1900. Ateloptila confusa ingår i släktet Ateloptila och familjen mätare. Inga underarter finns listade i Catalogue of Life.